# Henri Cochet

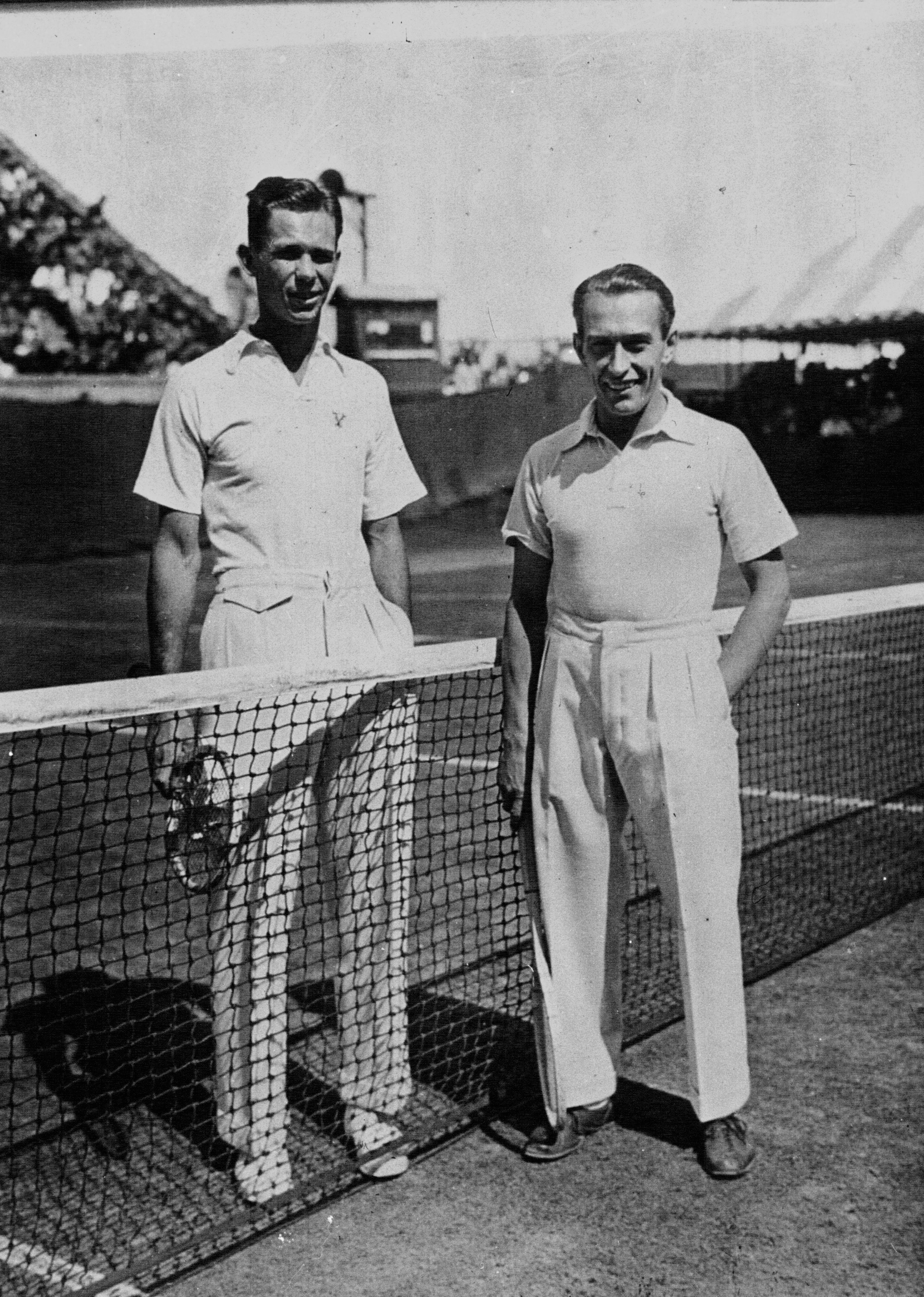
Henri Cochet (re.) im Januar 1932 mit Ellsworth Vines

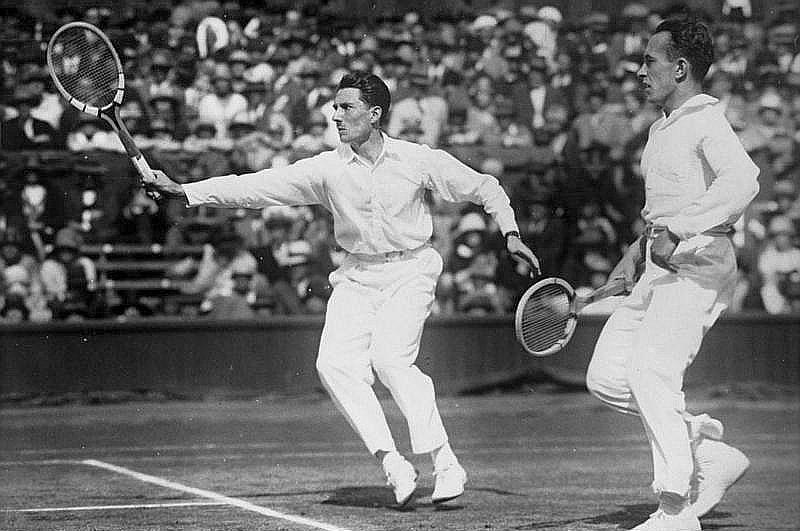
Brugnon und Cochet (re.) 1930 in Wimbledon

Henri Cochet (* 14. Dezember 1901 in Villeurbanne; † 1. April 1987 in Saint-Germain-en-Laye) war ein französischer Tennisspieler.
Er gehörte mit seinen Landsleuten Jean Borotra, Jacques Brugnon und René Lacoste zu den prägenden Tennisspielern der 1920er und frühen 1930er Jahre. Berühmt wurden diese Spieler als „Die vier Musketiere“. 1928 löste er Bill Tilden als Nummer 1 im Tennissport ab.
Cochet gewann im Einzel acht Grand-Slam-Titel in Frankreich, den USA und England; in Australien konnte er nie einen Turniersieg erringen. Außerdem gewann er mit dem französischen Team sechsmal in Folge den Davis Cup.